# Satyrus gultschensis
Satyrus gultschensis är en fjärilsart som beskrevs av Grum-grshimailo 1890. Satyrus gultschensis ingår i släktet Satyrus och familjen praktfjärilar. Inga underarter finns listade.